# Імпульсне нагнітання води у масив
Імпульсне нагнітання води у масив (рос. импульсное нагнетание воды в массив, англ. impulsive water forcing in massif, нім. Impulstränkungsverfahren n) — спосіб попереднього зволоження вугільних пластів та супутніх гірських порід шляхом накладення на потік води, який нагнітається в пласт (масив), механічних імпульсів. Це викликає утворення мікротріщин, що знижує опір пласта (масиву) руху рідини, підвищує рівномірність його зволоження. Застосовується, головним чином, на слабкотріщинуватих гірських масивах.